# Anne Brochet
Anne Brochet (Amiens, 22 de novembro de 1966) é uma atriz, diretora e escritora francesa. Dentre seus feitos, é reconhecida por ter recebido o Prêmio Romy Schneider em 1991 e o César de Melhor Atriz Coadjuvante no ano de 1992.

## Biografia
Nascida na comuna de Amiens, Brochet iniciou seus estudos em artes cênicas na escola de teatro francesa Cours Florent. Posteriormente, transferiu seus estudos para o Conservatório Nacional Superior de Arte Dramática, em Paris.
No ano de 1988, foi indicada para o prêmio César na categoria de César de melhor atriz revelação por seu trabalho no filme Masques, dirigido por Claude Chabrol. No ano de 1990, foi indicada para o Prémios do Cinema Europeu e no César de 1991 na categoria de melhor atriz devido seu papel de Roxane no filme Cyrano de Bergerac, dirigido por Jean-Paul Rappeneau. Devido sua repercussão como Roxane, foi homenageada com o Prêmio Romy Schneider de 1991, concedido a cada ano a uma jovem atriz do cinema francófono.
Em 1992, Brochet recebeu o César de melhor atriz coadjuvante por seu papel de Madeleine no longa-metragem Todas as Manhãs do Mundo, de Alain Corneau.
Para além do cinema, Anne é figura constante no teatro francês. Já interpretou clássicos como Le Cid de Pierre Corneille e Júlio César de William Shakespeare. Na televisão, destacou-se por participar do filme para TV de 2000, La Chambre des magiciennes, no qual ela desempenha o papel principal.
Na virada do século 21, Anne Brochet se tornou uma escritora. No espaço de quinze anos, publicou quatro obras de ficção nas Éditions du Seuil: Si petites devant ta face (2001), Trajet d'une amoureuse éconduite (2005),  La fortune de l'homme et autres nouvelles (2007) e Le grain amer (2015).

## Vida pessoal
Anne manteve um relacionamento com o ator marroquino naturalizado francês Gad Elmaleh, com quem teve um filho Noah, nascido em 1º de novembro de 2000. Eles estão separados desde 2002.

## Filmografia

### Cinema
| Ano  | Título                           | Personagem        | Diretor                        |
| ---- | -------------------------------- | ----------------- | ------------------------------ |
| 1987 | Masques                          | Catherine         | Claude Chabrol                 |
| 1987 | Buisson ardent                   | Elisabeth         | Laurent Perrin                 |
| 1988 | La Nuit Bengali                  | Guertie           | Nicolas Klotz                  |
| 1988 | La Maison assassinée             | Marie Dormeur     | Georges Lautner                |
| 1989 | Tolerancé                        | Tolerance         | Pierre-Henry Salfati           |
| 1990 | Cyrano de Bergerac               | Roxane            | Jean-Paul Rappeneau            |
| 1991 | Todas as Manhãs do Mundo         | Madeleine         | Alain Corneau                  |
| 1992 | Confessions d'un Barjo           | Fanfan            | Jérôme Boivin                  |
| 1994 | Du fond du cœur                  | Germaine de Staël | Jacques Doillon                |
| 1994 | Consentement mutuel              | Jeanne            | Bernard Stora                  |
| 1997 | La Geôlière                      | Sarah             | Ronan O'Leary                  |
| 1997 | Une journée de merde             | Martine           | Miguel Courtois                |
| 2000 | 30 ans                           | Jeanne            | Laurent Perrin                 |
| 2001 | Dust                             | Lilith            | Milcho Manchevski              |
| 2003 | Le Bonheur ne tient qu'à un film | Sophie            | Laurence Côte (curta-metragem) |
| 2003 | Histoire de Marie et Julien      | Madame X          | Jacques Rivette                |
| 2004 | Confidences trop intimes         | Perrine Beverel   | Patrice Leconte                |
| 2004 | The Hook                         | Lucie Kantor      | Thomas Vincent                 |
| 2004 | La confiance règne               | Jeanne            | Étienne Chatiliez              |
| 2006 | Les Irréductibles                | Claire Deschamps  | Renaud Bertrand                |
| 2006 | A Year in My Life                | Cécile            | Daniel Duval                   |
| 2007 | Un château en Espagne            | Emma Breal        | Isabelle Doval                 |
| 2008 | Comme les autres                 | Cathy             | Vincent Garenq                 |
| 2009 | Le Hérisson                      | Solange Josse     | Mona Achache                   |
| 2010 | La Rafle                         | Dina Traube       | Roselyne Bosch                 |
| 2010 | Les Nuits de Sister Welsh        | Catherine         | Jean-Claude Janer              |
| 2011 | La reine s'évade                 |                   | Anne Brochet (curta-metragem)  |
| 2014 | Des lendemains qui chantent      | Anne-Catherine    | Nicolas Castro                 |
| 2014 | Les Gazelles                     | Gwen              | Mona Achache                   |
| 2014 | Arrête ou je continue            | Sonja             | Sophie Fillières               |
| 2019 | Show Me What You Got             | Sofie Jafari      | Svetlana Cvetko                |

### Televisão
| Ano  | Título                          | Personagem          | Diretor/Notas                                 |
| ---- | ------------------------------- | ------------------- | --------------------------------------------- |
| 1986 | Le Bal d'Irène                  | Irène               | Jean-Louis Comolli, (Série de TV, 1 episódio) |
| 2000 | La Chambre des magiciennes      | Claire Weygand      | Claude Miller, (filme de TV)                  |
| 2004 | Les Bottes                      | La mère de Caroline | Renaud Bertrand, (filme de TV)                |
| 2004 | Coup de vache                   | Rachel              | Lou Jeunet, (filme de TV)                     |
| 2005 | Nom de code: DP                 | Nathalie            | Patrick Dewolf, (filme de TV)                 |
|      | La Dérive des continents        | Claire Moreau       | Vincent Martorana, (filme de TV)              |
| 2006 | Poison d'avril                  | Laurence            | William Karel, (filme de TV)                  |
| 2007 | Voici venir l'orage...          |                     | Nina Companeez, (TV)                          |
| 2008 | Elena's Destiny, a Russian Saga | Sofia               | Minissérie, 3 episódios                       |
| 2012 | Inquisitio                      | Catherine de Sienne | 8 episódios                                   |
| 2017 | Mystère Place Vendôme           | Rose                | Renaud Bertrand, filme de TV                  |
| 2017 | Yours Sincerely, Lois Weber     | Lois Weber          | Svetlana Cvetko, curta-documentário           |
| 2019 | Capitaine Marleau               | Martine Lemaitre    | 1 episódio                                    |
| 2020 | Je te promets                   | Catherine           | 2 episódios                                   |
| 2022 | Et la montagne fleurira         | Adélaïde            | 1 episódio                                    |

## Teatro
- 1986: La Hobereaute de Jacques Audiberti, direção de Jean-Paul Lucet, Théâtre des Célestins;[21]
- 1988: Le Cid de Pierre Corneille, dirigido por Gérard Desarthe, MC93 Bobigny;[22]
- 1993: Partners de David Mamet, dirigido por Bernard Stora, Théâtre de la Michodière;[23]
- 1997: La Terrasse de Jean-Claude Carrière, dirigido por Bernard Murat, Théâtre Antoine;[24]
- 1998: Giacomo le tyrannique de Giuseppe Manfridi, direção de Antonio Arena, Théâtre du Rond-Point;[25]
- 1998: Tout contre de Patrick Marber, dirigido por Patrice Kerbrat, Théâtre Fontaine;[26]
- 2001: La Jalousie de Sacha Guitry, dirigido por Bernard Murat, Théâtre Édouard VII;[27]
- 2003: Bash, scènes d'apocalypse, de Neil LaBute, dirigido por Pierre Laville;[28]
- 2005: Le Miroir de Arthur Miller, dirigido por Michel Fagadau, Comédie des Champs-Élysées;[29]
- 2006: L'Image de Samuel Beckett, dirigido por Arthur Nauzyciel, Dublin, National Theatre of Iceland Reykjavik e Festival “Les Grandes Traversées” em Bordeaux em 2007;
- 2009: Vie privée de Philip Barry, dirigido por Pierre Laville, Antoine Theatre;[30]
- 2010: La Fausse Suivante de Pierre de Marivaux, dirigido por Lambert Wilson, Théâtre des Bouffes du Nord;[31]
- 2011: Youri de Fabrice Melquiot, direção de Didier Long, Théâtre Hébertot;[32]
- 2012: Júlio César de William Shakespeare, dirigido por Arthur Nauzyciel, turnê;[5]
- 2013: La Dame de la mer de Henrik Ibsen, dirigido por Jean-Romain Vesperini, Théâtre Montparnasse;[33]
- 2019: Architecture de Pascal Rambert, encenação do autor, festival d'Avignon, depois teatro Bouffes du Nord e turnê;[34]

## Livros
- 2001 - Si petites devant ta face (Éditions Le Seuil)[35]
- 2005 - Trajet d’une amoureuse éconduite, avec de nombreuses photos (Éditions Le Seuil)[36]
- 2007 - La fortune de l'homme et autres nouvelles (Éditions Le Seuil)[37]
- 2015 - Le Grain amer (Éditions Le Seuil)[38]
- 2019 - La fille et le rouge (Grasset)[39]

## Prêmios e indicações
| Ano  | Premiação                 | Trabalho                 | Categoria                                | Resultado | Ref.                |
| ---- | ------------------------- | ------------------------ | ---------------------------------------- | --------- | ------------------- |
| 1988 | César                     | Masques                  | César de melhor atriz secundária         | Indicada  | [ 8 ]               |
| 1990 | Prémios do Cinema Europeu | Cyrano de Bergerac       | Prémio do Cinema Europeu de melhor atriz | Indicada  | [ 40 ]              |
| 1991 | César                     | Cyrano de Bergerac       | César de melhor atriz                    | Indicada  | [ 10 ]              |
| 1991 | Prêmio Romy Schneider     | Cyrano de Bergerac       | Prêmio Romy Schneider                    | Vencedora | [carece de fontes?] |
| 1992 | César                     | Todas as Manhãs do Mundo | César de melhor atriz secundária         | Vencedora | [ 41 ]              |